# Doyle Dykes
Doyle Dykes, né le 23 mai 1954, est un guitariste américain de musique country.

## Discographie
- 1996 : Fingerstyle Guitar
- 1997 : H.E.A.T
- 1998 : Gitarre 2000
- 2000 : Zelf: A Self Portrait on Guitar
- 2001 : Country Fried Pickin'
- 2003 : Songs of Faith and Freedom
- 2004 : Chameleon
- 2008 : Bridging the Gap